# 朝凪 (イラストレーター)
朝凪（あさなぎ）は、日本のイラストレーター・漫画家。同人サークル「Fatalpulse」を運営している。

## 概要
ボリュームの大きい肉感的なキャラクターデザインが特徴。作品内容としては男女問わず人格が破綻したり、四肢欠損や脳破壊といった不可逆的な結末に至る傾向がある。
朝凪のいくつかのデザインを基にしたフィギュアがホビージャパン、ヴェルテクス・オリジナルズ、FROGなどによって商品化されている。
『ゲーム天国 CruisinMix Special』の登場キャラクター「クラリス（真）」の作中で表示されるイラストに起用された。
2018年6月、アメリカ合衆国の成人向け漫画出版社FAKKU!と共に、アヘ顔をデザインした「アヘ顔Tシャツ」を制作した。このTシャツはコミックマーケット94で頒布され、2時間で完売した。
2021年、トータル・メディア・エージェンシーは、朝凪がデザインしたバーチャルYouTuberのオーディションを行うことを発表した（後に「合歓垣天音/あまね」としてデビュー）。また、「ばーちゃるあんとちゃんねる」のVTuber、蟻塚森厳と蟻塚フォミカをデザインした。

## 作品

### 商業作品
- FLESHNESS (真髄 新生活ver. VOL.3)
- Girls in the Frame (コミックメガミルクvol.17 '2011年.11月号)

### キャラクターデザイン

#### ライトノベル挿絵
- オーク英雄物語 忖度列伝（富士見ファンタジア文庫）

#### コンピュータゲーム
- ゲーム天国 CruisinMix Special（シティコネクション） - クラリス<真>
- sin 七つの大罪 X-TASY（USERJOY） - セェーレ[12]
- 英雄*戦姫WW / 英雄*戦姫WWX (天狐) - ダンテ、ガウス
- アズールレーン - 朝凪

#### バーチャルYouTuber
- 蟻塚フォミカ（ばーちゃるあんとちゃんねる）
- 蟻塚森厳（ばーちゃるあんとちゃんねる）
- 合歓垣天音/あまね（たまぷろじぇくと）

#### その他
アクションフィギュア
- サキュバス女王リズベット (キャラクターデザイン・監修、SECOND AXE)